# Carfizzi
Carfizzi es un municipio sito en el territorio de la provincia de Crotona, en Calabria (Italia).

## Demografía
| Gráfica de evolución demográfica de Carfizzi entre 1861 y 2001 |
|                                                                |
| fuente ISTAT - elaboración gráfica a cargo de Wikipedia        |